# Jules Michelet
Jules Michelet (n. 22 august 1798, Saint-Germain-l'Auxerrois⁠(d), Île-de-France, Franța – d. 9 februarie 1874, Hyères, Provence-Alpes-Côte d'Azur, Franța n. 21 august 1798, Paris - d. 10 februarie 1874, Hyères) a fost un reputat istoric francez, reprezentant al istoriografiei romantice. Doctor al Universității din Paris în 1819, profesor în 1827 la École Normale Supérieure, Michelet este cel care, în anii 1840, atrăgea la Collège de France sute de studenți fascinați de magia vorbelor sale, de exaltările și convingerile sale politice. Este cunoscut și ca filoromân, atât prin scrierile sale, cât și prin sprijinul moral pe care l-a acordat „pașoptiștilor” români (unii dintre aceștia fiindu-i studenți la Collège de France).

## Biografie
Jules Michelet s-a născut la Paris, pe 21 august 1798, într-o familie cu tradiții hughenote. Tatăl său, Turcy Michelet era tipograf; fusese însă ruinat de ordonanțele lui Napoleon care îngrădeau libertatea presei și întemnițat pentru neplata datoriilor. 
Inițiat de către tatăl său în meșteșugul tipografiei, Jules Michelet a avut posibilitatea de a se angaja la Imprimeria Imperială, dar tatăl său a refuzat, preferând să-și impună sacrificii pentru a putea să-l trimită să-și facă studiile liceale la Collège Charlemagne. Jules Michelet s-a distins în studiul literaturii; a absolvit în 1817, obținând diploma de „bacalaureat în litere”.
În 1819, dovedind o precocitate intelectuală, Jules Michelet prezintă la Universitatea din Paris tezele de doctorat Examen des „Vies des hommes illustres” de Plutarque („Cercetare a „Vieții oamenilor iluștri” de Plutarh) și De percipienda infinitate secundum Lockium („Despre perceperea infinitului după Locke”).
În 1821, în urma unui concurs, Jules Michelet revine la Collège Charlemagne, de data aceasta in calitate de profesor.
În 1824 se căsătorește cu Pauline Rousseau, cu care va avea doi copii, Adèle și Charles.
Își începe remarcabila sa carieră universitară în 1827, la prestigioasa École Normale Supérieure, simultan publicarea primelor sale cărți de specialitate din domeniul istoriei. În 1829 este numit șef al secției de istorie a Arhivelor regale franceze.
1833 este anul de debut al operei capitale a lui Jules Michelet: Histoire de France („Istoria Franței”), an în care apar primele două volume ale acestei monumentale opere istorice. În același an, Michelet îl suplinește pe istoricul François Guizot la Sorbona.
În 1838 devine profesor la Collège de France, acolo unde va educa noile generații de studenți în spiritul Revoluției franceze de la 1789.
În 1846 îi apare una dintre cărțile de căpătâi ale revoluționarilor de la 1848 (inclusiv a celor români): Le peuple („Poporul”).
În timpul revoluției franceze de la 1848, Michelet, spre deosebire de mulți alți scriitori, nu a intrat în viața politică activă, deși a fost des solicitat. Excesele acestei revoluții, mai ales atunci când trupele au tras în opozanți, l-au convins că democrația nu este posibilă decât atunci când ea va fi definită și învățată de către toți cetățenii. Michelet s-a dedicat cu mai multă forță operei sale literare. Astfel, în 1849 îi apare Histoire de la Révolution française („Istoria revoluției franceze”).

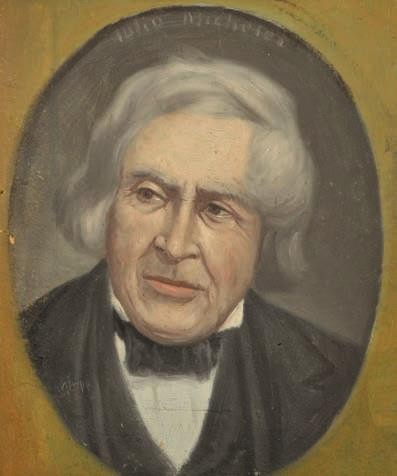
Jules Michelet
(portret de Mișu Popp)

Adversitatea politică împotriva acestui acuzator al regimurilor feudale și monarhiste care era Jules Michelet atinge un punct maxim în 1851. Reacțiunea contrarevoluționară reușește să-i interzică a mai ține cursuri în fața studenților. Au loc manifestații de simpatie ale tinerilor. În 1852 Jules Michelet, Edgar Quinet și Adam Mickiewicz sunt concediați de la Collège de France sub motivul că au refuzat să jure credință noului regim politic.
În 1853 scrie Principautes Danubiennes, Madame Rosetti și 1848, dedicate eroismului revoluționar al patrioților români. În anul următor tipărește volumul de atașament la cauza revoluționară a unor popoare europene: Legendes democratiques du Nord („Legendele democratice ale Nordului”).
Între 1855 și 1869, pe lângă continuarea lucrului la monumentala Histoire de France, din care apar succesiv volumele VII - XVII, Jules Michelet scrie operele sale literare L’Oiseau (Pasărea), L’insecte (Insecta), L’Amour (Dragostea), La Femme (Femeia), La Mer (Marea), La Sorcière (Vrăjitoarea) și Bible de l'Humanite (Biblia umanității).
În 1870 Jules Michelet publică, semnificativ pentru acei ani, volumele Nos fils (Fiii noștri) și La France devant l'Europe (Franța în fața Europei). În acest fel, Jules Michelet protesta împotriva pierderii de către Franța a provinciilor sale Alsacia și Lorena.
Jules Michelet s-a stins din viață pe 10 februarie 1874, la Hyères. Rămășițele sale pământești au fost reînhumate în 1876 la Père Lachaise, la acest moment funerar participând și prietenii și discipolii săi români: Maria Rosetti, frații Vintilă, Horia și Mircea Rosetti, C. Cantacuzino, G. Sion și Vasile Vârnav.

## Opera
Principalele scrieri ale lui Jules Michelet, publicate în timpul vieții acestuia, sunt:
- Précis de l’histoire moderne (Paris, 1827)
- Histoire romaine (1827)
- Introduction à l’histoire universelle (1827)
- Histoire de France, 18 volume (1833-1867)
- Histoire de la Révolution française, 7 volume (1847-1853)

Subiectele ultimelor două lucrări sunt ample și nu îi oferă posibilitatea unor cercetări amănunțite. De altfel el nici nu își propune să fie de o rigurozitate extremă; ceea ce își dorește este să reînvie trecutul și să-l folosească drept modalitate de a mobiliza spiritele. Lucrările au la bază multe documente de arhivă, la care se adaugă tradiția orală (legendele și miturile abundă în primele capitole din „Istoria Franței”) și nu în mică măsură propria intuiție. Michelet cunoștea foarte bine documentele de arhivă, fusese directorul secției de istorie a Arhivelor regale franceze din 1829, dar nu era interesat să folosească doar acest tip de documente după ce le-ar supune unei critici interne și externe riguroase. Pentru el, documentele pe care istoricul le folosește nu sunt doar niște simple hârtii, ele sunt vieți ale oamenilor, ale provinciilor și popoarelor, totul trebuie să trăiască și să vorbească prin ele. Pentru a face această istorie să trăiască, a pus pe primul plan narațiunea, dramatizată și prezentată într-o formă literară deosebită, și nu munca de investigație, nu metoda de lucru. Prin acest fel de a scrie istoria Michelet a încercat să ofere investigării trecutului un sens: istoria trebuie învățată pentru a putea face din prezent o durată a demnității umane. Metoda de lucru a lui Michelet derivă din concepția sa filosofică asupra istoriei. Istoricul este un fel de demiurg capabil să dea viață epocilor trecute. Reînvierea trecutului înseamnă că istoricul este obligat să se implice în ceea ce scrie aducând în operă atmosfera epocii sale. Concepția sa este sinonimă cu cea a istoriei totale, în care cel ce scrie trebuie să țină cont de tot, pornind de la geografie și până la arte, literatură, climat, alimentație, viață materială și spirituală, religie și drept.
Michelet ar putea fi criticat că dă frâu liber imaginației, că istoria sa este prea largă, că ipotezele nu sunt dovedite, că este omul intuițiilor și nu al analizelor, că istoria sa se pune în slujba luptei de cucerire a libertății popoarelor și că pune prea mult accent pe valoarea formativă a istoriei. Deși nu a lăsat în urma sa o metodă de lucru bine instrumentată, nici programe de cercetare și nici elevi, Jules Michelet rămâne cel mai citit și mai des invocat istoric francez.

### Lucrări publicate (în ordine cronologică)
- Tableau chronologique de l’histoire moderne de 1453 à 1739 (1825)
- Tableau synchronique d’histoire moderne de 1453 à 1648 (1826)
- Précis d’histoire moderne (1827)
- Principes de la philosophie de l'histoire (1827)
- Introduction à l’Histoire universelle (1831)
- Précis de l'histoire de France jusqu'à la Révolution (1833)
- Histoire de France: volumele I și II (de la începuturi până la 1270) - 1833; vol. III (până la moartea lui Carol al V-lea) - 1837; vol. IV (domnia lui Carol al VI-lea) - 1840; vol. V (Carol al VII-lea) - 1841; vol. VI (Louis XI) - 1844
- Œuvres choisies de Vico (1835)
- Mémoires de Luther écrit par lui-même (1835)
- Origine du droit français (1837)
- Les jésuites, în colaborare cu Edgar Quinet(1843)
- Du prêtre, de la femme et de l’humanité (1845)
- Le Peuple (1846)
- Histoire de la Révolution française (1847-1853)
- Histoire de France au XVI-e siècle. La Renaissance (1855)
- Histoire de France au XVI-e siècle. Réforme (1855)
- Histoire de France au XVII-e siècle. Guerres de religion (1856)
- Histoire de France au XVII-e siècle. La Ligue (1856)
- Histoire de France au XVII-e siècle. Henri IV et Richelieu (1857)
- Histoire de France au XVII-e siècle. Richelieu et la Fronde (1858)
- Histoire de France au XVII-e siècle. Louis XIV et la révocation de l'édit de Nantes (1860)
- Histoire de France au XVIII-e siècle. Louis XIV et le duc de Bourgogne (1862)
- Histoire de France au XVIII-e siècle. La Régence (1863)
- Histoire de France au XVIII-e siècle. Louis XV (1866)
- Histoire de France au XVIII-e siècle. Louis XV et Louis XVI (1867)
- Pologne et Russie (1851)
- Le Peuple russe et le socialisme (1851)
- Légendes démocratiques du Nord (1854)
- Les Femmes de la Révolution (1854)
- L’Oiseau (1856)
- L’insecte (1857)
- L’Amour (1858)
- La Femme (1859)
- La Mer (1861)
- La Sorcière (1862)
- Bible de l'Humanité (1864)
- La Montagne (1868)
- Nos Fils (1869)
- La France devant l'Europe (1871)
- Les Soldats de la révolution (1878, postumă)
- Le Banquet (1879, postumă)

Manuscrisele lui Jules Michelet sunt păstrate în Biblioteca istorică a Parisului. Ele constau din volume de corespondență, note și manuscrisele operelor sale publicate în timpul vieții.

### Traduceri în limba română
- Romania, Roma, Piza și alte opere alese, Biblioteca pentru toți, Editura Librăriei Leon Alcalay, București, 1909
- Istoria Franței, Biblioteca pentru toți, Editura Minerva, București, 1973
- Franța sub Napoleon. De la 18 Brumar la Waterloo, Editura Saeculum Vizual, București, 2007. ISBN 978-973-8455-07-3
- Jeanne D'Arc (Ioana D'Arc), traducere din limba franceză de Olga Săvulescu, Editura Fortuna, București, 1943

## Jules Michelet și românii
Prin activitatea sa, de istoric și de profesor, Jules Michelet a sprijinit aspirațiile românilor progresiști din secolul al XIX-lea. El s-a manifestat ca filoromân, atât prin scrierile sale, cât și prin sprijinul pe care l-a acordat „pașoptiștilor” români (dintre care unii i-au fost studenți la Collège de France).
Marii visători ai unei „Românii viitoare" au trecut pe la școala lui Jules Michelet de la Collège de France, unde i-au audiat cursurile, l-au vizitat acasă ori l-au întovărășit în anii grei din viața sa. Prietenia sa cu prințesa Cantacuzino, protectoarea celei de-a doua soții a lui Jules Michelet, Athénais Mialaret, cu Maria Rosetti, C. A. Rosetti, frații Dumitru și Ion C. Brătianu, cu Hermiona Quinet, fiica lui Gheorghe Asachi, l-a apropiat de cauza românească, devenind un copărtaș al poporului român.
Corespondența adresată lui Jules Michelet de către unii dintre revoluționarii români de la 1848 este o operă vie, patetică, de inițiere a istoricului francez în tainele trecutului aspru al românilor, de veșnică luptă pentru a rezista în fața unui destin nemilos. Atitudinea patriotică și crezul intransigent al generației eroice de la 1848 au fost admirate de Jules Michelet. I-a încurajat pe luptătorii români în ceasurile de deznădejde ale exilului, i-a adăpostit în căminul său, le-a fost un adevărat frate. Astfel, el a intervenit pentru eliberarea din închisoare a lui Ion C. Brătianu, arestat sub acuzația de a fi pregătit „complotul de la Operă”, împotriva împăratului Napoleon al III-lea, a mobilizat pe cei mai apropiați dintre exilații români să-i strângă materialul documentar pentru lucrarea Principautes Danubiennes, Madame Rosetti, 1848, făcând din „muma revoluției" (cum o numea Nicolae Bălcescu pe Maria Rosetti) un simbol al puterii de abnegație și de sacrificiu în numele revoluției.
Jules Michelet credea că documentul cel mai matur politicește al revoluțiilor europene de la 1848 a fost exprimat prin înființarea la București a Comisiei Proprietății, el publicând o parte din procesele-verbale ale acestei comisii în anexa la volumul Legendes Démocratiques du Nord.
Prin întreaga sa activitate, Jules Michelet se înscrie în galeria onorantă a filoromânilor din secolul al XIX-lea, alături de conaționalii săi Edgar Quinet, Paul-Théodore Bataillard, Ulysse de Marsillac etc.